# Eagle Lake, Texas
Eagle Lake är en ort (census-designated place) i Colorado County, Texas, USA.